# Изипони-Пазони (Кјети)
Изипони-Пазони (итал. Isipponi-Pasoni) је насеље у Италији у округу Кјети, региону Абруцо.
Према процени из 2011. у насељу је живело 154 становника. Насеље се налази на надморској висини од 834 м.